# Coupe d'Europe de baseball 2007
La  Coupe d'Europe de baseball 2007 est la 44e édition de cette épreuve mettant aux prises les meilleurs clubs européens. La phase finale se tient du 12 au 16 juin à Saint-Marin.

## Phase de poules
| Groupe A            |      |      |       |
| Club                | Vic. | Déf. | %     |
| Telemarket Rimini   | 3    | 0    | 1.000 |
| Kinheim             | 2    | 1    | .667  |
| Draci Brno          | 1    | 2    | .333  |
| Solingen Alligators | 0    | 3    | .000  |

| Groupe B                  |      |      |      |
| Club                      | Vic. | Déf. | %    |
| San Marino BC             | 2    | 1    | .667 |
| Huskies de Rouen          | 2    | 1    | .667 |
| Grosseto Baseball         | 2    | 1    | .667 |
| Marlins Puerto de la Cruz | 0    | 3    | .000 |

- 12 juin 2007 :
  -  Kinheim 7 - 1  Draci Brno
  -  Telemarket Rimini 8 - 2  Solingen Alligators
- 13 juin 2007 :
  -  Telemarket Rimini 7 - 3  Draci Brno
  -  Kinheim 4 - 0  Solingen Alligators
- 14 juin 2007 :
  -  Telemarket Rimini 4 - 2  Kinheim
  -  Draci Brno 10 - 0  Solingen Alligators

- 12 juin 2007 :
  -  Huskies de Rouen 3 - 0  Marlins Puerto de la Cruz
  -  San Marino BC 12 - 2  Grosseto Baseball
- 13 juin 2007 :
  -  Grosseto Baseball 10 - 1  Huskies de Rouen
  -  San Marino BC 11 - 0  Marlins Puerto de la Cruz
- 14 juin 2007 :
  -  Grosseto Baseball 18 - 5  Marlins Puerto de la Cruz
  -  Huskies de Rouen 7 - 3  San Marino BC

## Demi-finales
- 15 juin 2007 : 
  -  Huskies de Rouen 4 - 3  Telemarket Rimini
  -  Kinheim 7 - 0  San Marino Baseball Club

## Match pour la troisième place
- 16 juin 2007 :  Telemarket Rimini 13 - 9  San Marino Baseball Club

## Finale
- 16 juin 2007 :  Kinheim 3 - 1  Huskies de Rouen